# Sophta diplochorda
Sophta diplochorda là một loài bướm đêm trong họ Noctuidae.